# Reg Grundy
Reginald Roy „Reg“ Grundy, AC, OBE (gebürtig: Reginald Roy Grundle; * 4. August 1923 in Sydney; † 6. Mai 2016 auf Bermuda) war ein australischer Medien- und TV-Mogul.

## Leben
Reginald Roy Grundy war das einzige Kind der Australier Roy Harold Grundy (1898–1954) und Lillian Josephine Grundy, geb. Lees (1900–1984). Vor seiner Fernsehkarriere diente er während des Zweiten Weltkrieges in der australischen Armee und war als Unteroffizier in Sydney stationiert.
1960 gründete er die Reg Grundy Organisation (später Grundy Light Entertainment), war aber weiterhin als Sportkommentator und Quizmaster tätig. Nachdem er seine eigene Produktionsfirma aufgebaut hatte, begann er, Gameshows für den australischen und internationalen Markt zu produzieren, bevor er im Jahr 1973 mit seiner Firma in die Filmproduktion einstieg.
Das Unternehmen produzierte anschließend zahlreiche erfolgreiche Seifenopern für das Fernsehen und sogenannte Drama Series, wie beispielsweise Class of '74, The Restless Years, The Young Doctors, Prisoner, Glenview High, Sons and Daughters und Nachbarn, ebenso wie die in den 1980er-Jahren bekannten NBC-Gameshows Time Machine, $ale of the Century für den US-amerikanischen Markt und Scrabble. 1993 ging für NBC Scattergories auf Sendung.
Viele Sendungen wurden auch exportiert, so wurde beispielsweise eine deutsche Version des $ale of the Century von 1990 bis 1993 als Hopp oder Top ausgestrahlt.
Später gründete er zusätzlich in den Vereinigten Staaten die Firma Reg Grundy Productions. 1995 verkaufte er die Grundy Organisation an die Medien- und Verlagsgesellschaft Pearson PLC für 320 Mio. $.
Aus erster Ehe hatte er eine Tochter.
Er war 45 Jahre lang in zweiter Ehe verheiratet mit der Schauspielerin und Autorin Joy Chambers, die in etlichen seiner Seifenopern mitspielte. Zuletzt lebten sie auf den Bermuda-Inseln. Grundy besaß ab 1999 die Yacht Boadicea, die er 2009 verkaufte. Er starb am 6. Mai 2016 im Alter von 92 Jahren auf Bermuda. Er hinterließ 871 Mio. $.